# Eumacroxiphus caudatus
Eumacroxiphus caudatus är en insektsart som beskrevs av Sigfrid Ingrisch 1998. Eumacroxiphus caudatus ingår i släktet Eumacroxiphus och familjen vårtbitare. Inga underarter finns listade i Catalogue of Life.